# Chroogomphus papillatus
Chroogomphus papillatus är en svampart som först beskrevs av Jørg H. Raithelhuber, och fick sitt nu gällande namn av Jørg H. Raithelhuber 1983. Chroogomphus papillatus ingår i släktet Chroogomphus och familjen Gomphidiaceae.   Inga underarter finns listade i Catalogue of Life.